# Liste des intercommunalités du département des Vosges

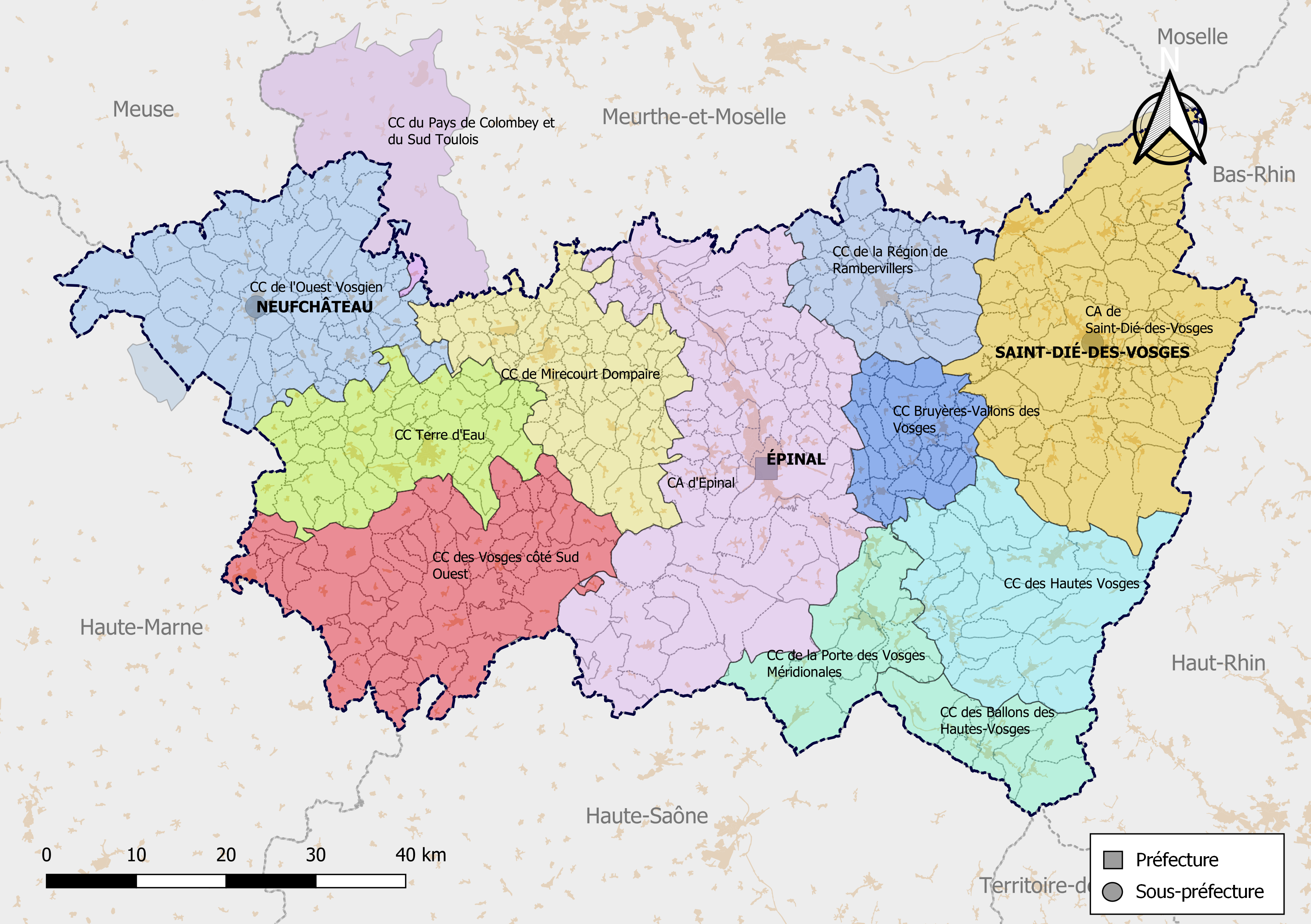
Carte des EPCI des Vosges au 1er janvier 2019.

Au 1er janvier 2023, le département des Vosges compte 12 établissements publics de coopération intercommunale à fiscalité propre dont le siège est dans le département (2 communautés d'agglomération et 10 communautés de communes), dont 2 qui sont interdépartementaux. Par ailleurs une commune est groupée dans une intercommunalité dont le siège est situé dans la Meurthe-et-Moselle.

## Intercommunalités à fiscalité propre
| Forme juridique                                           | Nom                                      | no SIREN  | Date de création | Nombre de communes      | Population (der. pop. légale) | Superficie (km2) | Densité (hab./km2) | Siège                        | Président           |
| --------------------------------------------------------- | ---------------------------------------- | --------- | ---------------- | ----------------------- | ----------------------------- | ---------------- | ------------------ | ---------------------------- | ------------------- |
| Communauté d'agglomération                                | CA d'Épinal                              | 200068757 | 1er janvier 2017 | 78                      | 110 394 (2021)                | 1 118,40         | 99                 | Golbey                       | Michel Heinrich     |
| Communauté d'agglomération                                | CA de Saint-Dié-des-Vosges               | 200071066 | 1er janvier 2017 | 77 (dont 3 dans le 54)  | 73 353 (2021)                 | 979,90           | 75                 | Saint-Dié-des-Vosges         | Claude George       |
| Communauté de communes                                    | CC Gérardmer Hautes Vosges               | 200096642 | 1er janvier 2022 | 8                       | 14 197 (2021)                 | 196,40           | 72                 | Gérardmer                    | Stessy Speissmann   |
| Communauté de communes                                    | CC des Hautes Vosges                     | 200096634 | 1er janvier 2022 | 14                      | 20 947 (2021)                 | 305,20           | 69                 | Cornimont                    | Didier Houot        |
| Communauté de communes                                    | CC de la Porte des Vosges Méridionales   | 200068377 | 1er janvier 2017 | 10                      | 29 080 (2021)                 | 262,80           | 111                | Saint-Étienne-lès-Remiremont | Catherine Louis     |
| Communauté de communes                                    | CC de l'Ouest Vosgien                    | 200068559 | 1er janvier 2017 | 69 (dont 1 dans le 52)  | 22 986 (2022)                 | 728,50           | 32                 | Neufchâteau                  | Simon Leclerc       |
| Communauté de communes                                    | CC de Mirecourt Dompaire                 | 200068369 | 1er janvier 2017 | 76                      | 18 560 (2021)                 | 473,70           | 39                 | Mirecourt                    | Nathalie Babouhot   |
| Communauté de communes                                    | CC Terre d'Eau                           | 200068682 | 1er janvier 2017 | 45                      | 17 228 (2021)                 | 415,20           | 42                 | Bulgnéville                  | Christian Prevot    |
| Communauté de communes                                    | CC Bruyères - Vallons des Vosges         | 200042000 | 1er janvier 2014 | 34                      | 14 937 (2021)                 | 220,0            | 68                 | Bruyères                     | Virginie Grémillet  |
| Communauté de communes                                    | CC des Ballons des Hautes-Vosges         | 200033868 | 12 octobre 2012  | 8                       | 14 694 (2021)                 | 194,50           | 76                 | Le Thillot                   | Dominique Peduzzi   |
| Communauté de communes                                    | CC de la Région de Rambervillers         | 200005957 | 16 novembre 2006 | 30                      | 12 878 (2021)                 | 328,80           | 39                 | Rambervillers                | Christophe Lemesle  |
| Communauté de communes                                    | CC des Vosges côté Sud Ouest             | 200068773 | 1er janvier 2017 | 60                      | 11 661 (2021)                 | 693,60           | 17                 | Darney                       | Alain Roussel       |
| Intercommunalité dont le siège est situé hors département |                                          |           |                  |                         |                               |                  |                    |                              |                     |
| Communauté de communes                                    | CC du Pays de Colombey et du Sud Toulois | 245400510 | 30 décembre 2000 | 38 (dont 1 dans les 88) | 11 243 (2021)                 | 371,80           | 30                 | Colombey-les-Belles (54)     | Philippe Parmentier |

|  | Composition au 1er janvier 2017 : - Communauté d'agglomération d'Épinal - Communauté d'agglomération de Saint-Dié-des-Vosges (dont trois communes de Meurthe-et-Moselle) - Communauté de communes des Ballons des Hautes-Vosges - Communauté de communes Bruyères - Vallons des Vosges - Communauté de communes des Hautes Vosges - Communauté de communes de Mirecourt Dompaire - Communauté de communes de l'Ouest Vosgien (dont une commune de la Haute-Marne) - Communauté de communes de la Porte des Vosges Méridionales - Communauté de communes de la Région de Rambervillers - Communauté de communes Terre d'Eau - Communauté de communes des Vosges Côté Sud Ouest - Communauté de communes du Pays de Colombey et du Sud Toulois (une commune dans les Vosges) |

## Historique

### Évolution récente
- Le 1er janvier 2022, la communauté de communes des Hautes Vosges, composée de 22 communes et créée le 1er janvier 2017 donne naissance à 2 communautés de communes, celle de  Gérardmer Hautes Vosges, composée de 8 communes et dont le siège est à Gérardmer, et celle des Hautes Vosges[Note 1], composée de 14 communes et dont le siège est à Cornimont.

### Évolutions au1erjanvier 2017
Les Vosges passent de 27 à 11 EPCI à fiscalité propre ayant leur siège dans le département, en application du schéma départemental de coopération intercommunale arrêté le 29 mars 2016 :
- Création de la communauté de communes de l'Ouest Vosgien par fusion de la communauté de communes du Bassin de Neufchâteau et de la communauté de communes du Pays de Châtenois, et extension aux communes d'Aroffe (issue de la communauté de communes du Pays de Colombey et du Sud Toulois) et de Ménil-en-Xaintois (issue de la communauté de communes du Pays de Mirecourt).
- Création de la communauté de communes Terre d'Eau par fusion de la communauté de communes de Bulgnéville entre Xaintois et Bassigny et de la communauté de communes de Vittel-Contrexéville avec extension à la commune de Thuillières (issue de la communauté de communes du Pays de Saône et Madon).
- Création de la communauté de communes des Vosges Côté Sud-Ouest par fusion de la communauté de communes des Marches de Lorraine, de la communauté de communes du Pays de la Saône Vosgienne et de la communauté de communes du Pays de Saône et Madon (hormis Thuillières), avec extension à la commune de Grandrupt-de-Bains (issue de la communauté de communes du Val de Vôge).
- Création de la communauté d'agglomération de Saint-Dié-des-Vosges par fusion de la communauté de communes de Saint-Dié-des-Vosges, de la communauté de communes des Hauts Champs, de la communauté de communes Fave, Meurthe, Galilée, de la communauté de communes du Pays des Abbayes, de la communauté de communes de la Vallée de la Plaine et de la communauté de communes du Val de Neuné.
- Extension de la communauté d'agglomération d'Épinal par fusion avec la communauté de communes de la Vôge vers les Rives de la Moselle, la communauté de communes du Val de Vôge (hormis Grandrupt-de-Bains), 16 communes issues de la communauté de communes de la Moyenne Moselle et extension aux communes de Charmois-l'Orgueilleux (issue de la communauté de communes du Secteur de Dompaire), et Dompierre, Padoux et Sercœur (issues de la communauté de communes Bruyères - Vallons des Vosges).
- Création de la communauté de communes de Mirecourt Dompaire par fusion de la communauté de communes du Pays de Mirecourt (hormis Ménil-en-Xaintois), de la communauté de communes du Secteur de Dompaire (hormis Charmois-l'Orgueilleux) et extension à 15 communes issues de la communauté de communes de la Moyenne Moselle.
- Retrait des communes de Dompierre, Padoux et Sercœur et de l'ancienne commune d'Aumontzey de la communauté de communes Bruyères - Vallons des Vosges.
- Création de la communauté de communes des Hautes Vosges par fusion de la communauté de communes de Gérardmer-Monts et Vallées, de la communauté de communes de la Haute Moselotte et de la communauté de communes Terre de Granite (hormis Saint-Amé) et extension à l'ancienne commune d'Aumontzey (issue de la communauté de communes Bruyères - Vallons des Vosges).
- Création de la communauté de communes de la Porte des Vosges Méridionales par fusion de la communauté de communes de la Porte des Hautes-Vosges et de la communauté de communes des Vosges Méridionales avec extension à la commune de Saint-Amé (issue de la communauté de communes Terre de Granite).

### Anciennes intercommunalités

Les structures intercommunales des Vosges en 2014.

Les listes ci-dessous donnent les intercommunalités ayant disparu, généralement à la suite de fusions avec d’autres EPCI.

#### Communautés d'agglomération
| Code SIREN | Intitulé de la communauté                | Création | Disparition |
| ---------- | ---------------------------------------- | -------- | ----------- |
| 248800468  | Communauté d'agglomération Épinal-Golbey | 2009     | 2013        |

#### Communautés de communes
| Code SIREN | Intitulé de la communauté                                                          | Création | disparition |
| ---------- | ---------------------------------------------------------------------------------- | -------- | ----------- |
| 248800534  | Communauté de communes du Pays d'Olima et du Val d'Avière                          | 1997     | 2012        |
| 248800732  | Communauté de communes Est-Épinal Développement                                    | 2005     | 2012        |
| 248800724  | Communauté de communes CAPAVENIR                                                   | 2004     | 2012        |
| 248800476  | Communauté de communes du Pays de Neufchâteau                                      | 1996     | 2012        |
| 248800591  | Communauté de communes du Pays de Jeanne                                           | 1998     | 2012        |
| 248800500  | Communauté de communes du Pays des Côtes et de la Ruppe                            | 1997     | 2012        |
| 200006245  | Communauté de communes des Ballons des Hautes Vosges et de la Source de la Moselle | 2006     | 2012        |
| 200006237  | Communauté de communes des Mynes et Hautes-Vosges du sud                           | 2006     | 2012        |
| 248800583  | Communauté de communes du canton de Brouvelieures                                  | 2009     | 2013        |
| 248800559  | Communauté de communes du Ban d'Étival                                             | 1998     | 2013        |
| 248800393  | Communauté de communes de la Vallée du Hure                                        | 1992     | 2013        |
| 248800542  | Communauté de communes du Pays de Senones                                          | 1998     | 2013        |
| 248800526  | Communauté de communes du Pays de Mirecourt                                        | 1997     | 2013        |
| 248800575  | Communauté de communes du Xaintois                                                 | 1998     | 2013        |
| 248800377  | Communauté de communes du Val de Meurthe                                           | 1993     | 2013        |
| 248800443  | Communauté de communes de la Haute Meurthe                                         | 1996     | 2013        |
| 248800518  | Communauté de communes du Val de Galilée                                           | 1997     | 2013        |
| 248800401  | Communauté de communes de la Fave                                                  | 1994     | 2013        |
| 248800492  | Communauté de communes de la Fave et de la Meurthe                                 | 1997     | 2013        |
| 248800716  | Communauté de communes de la Vallée de la Cleurie                                  | 2004     | 2013        |
| 248800708  | Communauté de communes des Vallons du Bouchot et du Rupt                           | 2004     | 2013        |
| 248800641  | Communauté de communes de l'Arentèle-Durbion-Padozel                               | 2003     | 2013        |
| 248800633  | Communauté de communes de la Vallée de la Vologne                                  | 2002     | 2013        |
| 248800674  | Communauté de communes des Monts de Vologne                                        | 2003     | 2013        |

## Communes membres d'aucunEPCI
Au 1er janvier 2014, le département ne compte plus de communes isolées.